# 夜王
《夜王》（日语：やおう，YAOH）是倉科遼原作、井上紀良作畫的日本漫畫，以及同名電視劇。

## 簡介
本作是以新宿・歌舞伎町为舞台，講述自北海道上京的牛郎的場遼介面對各種各樣挑戰的故事。描述了以夜晚的红灯区为舞台的牛郎们彼此之间的友情和竞争，加入努力、友情、胜利、恋爱等漫画必有的大量元素，展现了劝善惩恶的现实和稍微被夸张描绘的夜之世界的模样。
本作於集英社《週刊YOUNG JUMP》自2003年9號至2010年16號連載，共313话。單行本共29卷。截至2007年3月12日為止共賣出150萬本以上。連載的7年期間極少休載，在倉科原作的作品中極為少見。

## 登場人物

### 牛郎俱樂部「羅密歐」
的場 遼介（Matoba Ryousuke）
本作的主人公。生於北海道札幌，生日3月30日，22歲。為了追尋夢想而前往東京，在山窮水盡而流落街頭時被加納麗美所救。為了再次和麗美見面而加入牛郎俱樂部「羅密歐」。
進店不久便因不成熟的待客方式而受到諸多挫折，然而通過和No.1牛郎・聖也的競爭，逐漸成長為名副其實的歌舞伎町的最佳牛郎。
直腸子性格，討厭懷疑他人，比任何人更加在意同伴的感受。雖然因為這樣的性格令自己多次陷入困境，但憑藉着強運也都順利地克服過來（因此也被部分牛郎揶揄他只靠運氣好）。
雖然看起來有着待人親切的性格，但在北海道的學生時代曾是暴走族，且很擅長打架。家裏是土木建築業者，父親早逝，跟着大哥一邊打工一邊找尋着生存的目標。在受到常去的薄野的夜總會「JOKER」的老闆勸勉下前赴東京。

喜爱的食物是鮭冬葉，愛車是Volkswagen New Beetle。
上条 聖也（Kamijyou Seiya）
「羅密歐」的No.1牛郎，「歌舞伎町四大天王」其中一人。在遼介加入之前，在「羅密歐」里是除了幾個討厭他的人以外，其他全部人都是聖也派系的絕對的存在。據說在「羅密歐」開張的時候就已經在裏面幹了。
初登場時28歳，其姓氏是外婆的姓。
在和遼介爭奪「羅密歐」No.1地位的鬥爭中失敗後，和遼介說「我的目標是成為博多的夜王！你的目標是成為歌舞伎町的夜王！」後便辭去工作，返回母親的故鄉博多重新以新人身份出道。3個月後，和恰逢前往博多的遼介再會，互相確認了彼此志向後，賞識遼介至今的努力和才能。此時已被委任為牛郎俱樂部「天蠍座」二號店店長的聖也，向遼介發起挑戰「我現在已有了自己的店哦！快點追上我！」。然後以「天蠍座」二號店為出發點漸露頭角，不多久就奪得「博多的夜王」的稱號，並從老闆那裏得到經營實權的委任，建立起「天蠍座集團」並向九州・四國・廣島・神戶逐漸進軍，并在下一個征服地大阪和遼介第三次再會。和遼介的關係有如導師和彼此的競爭對手一般。
表面既傲慢又自戀，但擁有健美的體魄。對聖也派系的牛郎們接客會逐個注意提點，巨細無遺（然而就算是同一個派系的人也不允許隱瞞和獨斷獨行的行為）。即使去到新天地的博多也拒絕母親的援助，在天蠍座從新人開始出道，親力親為地幹着店內所有的工作，更不惜用私款去請歌舞廳的陪酒女來增加客流，是個堅信靠實力取勝的人。
在東京時的愛車是保時捷911（996型）。
修（Shyuu）
藤崎 卓也（Fujisaki Takuya）
翼（Tsubasa）
矢島 輝彦（Yajima Teruhiko）
光（Hikaru）

### 客人
加納 麗美（Kanou Remi）
世界級設計師，REMI的創始者。是遼介成為牛郎的契機者，也是遼介的首個指名客人。
初登場時已罹患末期子宮癌，只剩餘三個月壽命，但並未被醫院告知，在無意中聽到護士們休息閒聊的時候才得知自己的病情。之後就申請出院，不顧自己的病情全心投入工作。後來也和過去的戀人岡崎和解，最後在12月24日和JULIAN（岡崎的公司）的共同發佈會圓滿成功後暈倒，在遼介的陪伴下帶着笑容離世。
她的「雖然有很多欺騙女性的牛郎，但你要以成為誠心誠意為女性服務的真正牛郎」的訓誡成為了遼介不可動搖的信條。她對遼介來說有如一個「永遠的戀人」，在死後仍然繼續指引着他。
麻倉 瞳（Asakura Hitomi）

## 電視劇

### 週三Premium
於2005年5月11日的「週三Premium」（毎週三21:00 - 22:54）播出。
主演
- 的場遼介（羅密歐的问题儿童） - 松岡昌宏 （TOKIO）
- 聖也（羅密歐No.1牛郎） - 北村一輝
- 愛理 - 真中瞳
- 修 - 要潤
- 潤 - 大倉孝二
- 惠理香 - 大谷允保
- 北斗 - 萩野崇
- 秋山 - 酒井敏也
- 高橋藤吉 - 竹山隆範（CUNNING）
- 矢島輝彦 - 内藤剛志
- 加納麗美 - 片瀨梨乃

幕后
- 導演 - 酒井聖博

### 連續劇
於2006年1月13日至3月24日的「TBS週五連續劇」（毎週五22:00 - 22:54）時段播出。

#### 主演
牛郎俱樂部羅密歐（遼介派）
- 的場遼介（羅密歐的問題兒童） - 松岡昌宏 (TOKIO)
- 修 - 要潤
- 夏輝 - 石垣佑磨

牛郎俱樂部羅密歐（聖也派）
- 聖也（羅密歐No.1 & 牛郎四大天王之一） - 北村一輝
- 蓮（羅密歐No.2） - 須賀貴匡
- 大河（羅密歐No.3） - 青木伸輔
- 光（羅密歐No.4） - 忍成修吾

牛郎俱樂部羅密歐（其他職員）
- 矢島輝彦（老闆） - 内藤剛志
- 佐佐木篤（经理） - 矢島健一
- 金四郎（羅密歐的老牛郎） - 佐藤二朗

齊藤家
- 齊藤祭 - 香里奈
- 齊藤慎吾（祭的兄長） - 荒川良良

其他
- 結花 - 岩佐真悠子
- 奈奈子 - 小川奈那
- 勇作 - 水谷百輔
- 琢郎 - 三田村瞬
- 晴彦 - 加藤厚成
- 二階堂藤子 - 杉本彩
- 加納麗美 - 片瀨梨乃
- 牛郎四大天王

- 赤城達也 - 保阪尚希
- 澤村慎吾 - 岡田浩暉
- 一瀨優 - 金子昇

## 外部連結
- 水曜プレミア - TBS （页面存档备份，存于）
- 連続ドラマ - TBS （页面存档备份，存于）
- 連続ドラマ - TBS（2006年4月15日時点の （页面存档备份，存于））
- 週刊ヤングジャンプ公式サイト （页面存档备份，存于）
- 武内晃一.biz （页面存档备份，存于）（本作のモデルの一人）